# Логиновское сельское поселение (Омская область)
Логиновское се́льское поселе́ние — муниципальное образование в Павлоградском районе Омской области Российской Федерации.
Административный центр — село Логиновка.

## История
Статус и границы сельского поселения установлены Законом Омской области от 30 июля 2004 года № 548-ОЗ «О границах и статусе муниципальных образований Омской области».

## Население
| 2010  | 2011  | 2012  | 2013  | 2014  | 2015  | 2016  |
| ----- | ----- | ----- | ----- | ----- | ----- | ----- |
| 1505  | ↘1503 | ↘1498 | ↘1486 | ↘1462 | ↘1420 | ↗1430 |
| 2017  | 2018  | 2019  | 2020  | 2021  | 2023  |       |
| ↘1414 | ↘1382 | ↘1376 | ↘1358 | ↘1195 | ↘1152 |       |

## Состав сельского поселения
| № | Населённый пункт  | Тип населённого пункта       | Население |
| - | ----------------- | ---------------------------- | --------- |
| 1 | Божедаровка       | деревня                      | ↘311      |
| 2 | Константиноградка | деревня                      | ↘54       |
| 3 | Логиновка         | село, административный центр | ↗683      |
| 4 | Семяновка         | деревня                      | ↘310      |
| 5 | Ярмоклеевка       | деревня                      | ↘147      |